# Погоня (гимн)
Пого́ня (бел. Пагоня) — песня на белорусском языке на одноимённое стихотворение Максима Богдановича.

## История
Одноимённое стихотворение Максима Богдановича было написано в 1916 году в Минске. На музыку его впервые положил белорусский композитор и деятель эмиграции Николай Щеглов-Куликович, в 1950-е и 1960-годы выпустивший в США пять музыкальных сборников, включавших собственные произведения, обработки народных песен и песни на слова различных белорусских поэтов. Произведение изначально предназначалось для исполнения а капелла. Свои варианты музыки для стихотворения также писали Николай Равенский, Алексей Туренков и Владимир Мулявин, песня в разных аранжировках исполнялась различными белорусскими музыкантами и группами. В начале 1990-х годов вариант Щеглова-Куликовича рассматривался в качестве возможного гимна Республики Беларусь. В 2020 году по инициативе мецената Антона Межи была осуществлена запись хорового исполнения гимна в сопровождении оркестра.

## Использование
В 2020 году гимн получил широкую известность в качестве одного из символов протестов в Белоруссии, наряду с бело-красно-белым флагом. Было проведено множество акций по исполнению гимна в общественных местах: около филармонии, в торговых центрах, в минском метро, на Комаровском рынке и Минском ж/д вокзале.
26 марта 2022 года сформированный из белорусских эмигрантов полк имени Кастуся Калиновского (в составе ВСУ) выбрал «Погоню» в качестве своего марша.

## Текст
Текст стихотворения «Погоня» написан Максимом Богдановичем в разгар Первой мировой войны — в 1916 году в прифронтовом Минске. При исполнении в качестве гимна, как правило, последняя строфа не поётся, а последние строчки 2, 4 и 6 строфы повторяются дважды.
| Оригинальный | Перевод |
| Толькі ў сэрцы трывожным пачую За краіну радзімую жах, Успомню Вострую Браму святую I ваякаў на грозных канях. У белай пене праносяцца коні, Рвуцца, мкнуцца і цяжка хрыпяць, Старадаўняй Літоўскай Пагоні Не разбіць, не спыніць, не стрымаць! У бязмерную даль вы ляціце, А за вамі, прад вамі — гады. Вы за кім у пагоню спяшыце? Дзе шляхі вашы йдуць і куды? Мо яны, Беларусь, панясліся За тваімі дзяцьмі наўздагон, Што забылі цябе, адракліся, Прадалі і аддалі ў палон? Біце ў сэрцы іх — біце мячамі, Не давайце чужынцамі быць! Хай пачуюць, як сэрца начамі Аб радзімай старонцы баліць. Маці родная, Маці-Краіна! Не ўсцішыцца гэтакі боль. Ты прабач, ты прымі свайго сына, За Цябе яму ўмерці дазволь! Ўсё лятуць і лятуць тыя коні, Срэбнай збруяй далёка грымяць… Старадаўняй Літоўскай Пагоні Не разбіць, не спыніць, не стрымаць. | Только в сердце тревожном услышу За страну родимую ужас, Вспомню Острую Браму святую И воинов на грозных конях. В белой пене проносятся кони, Рвутся, стремятся и тяжко хрипят, Стародавней Литовской Погони Не разбить, не остановить, не сдержать! В безмерную даль вы летите, А за вами, пред вами — годы. Вы за кем в погоню спешите? Где пути ваши идут и куда? Может они, Беларусь, понеслись За твоими детьми вдогонку, Что забыли тебя, отреклись, Продали и отдали в плен? Бейте в сердца их — бейте мечами, Не давайте чужаками быть! Пусть услышат, как сердце ночами О родимой сторонке болит. Мать родная, Мать-Страна! Не утихнет такая боль. Ты прости, ты прими своего сына, За Тебя ему умереть позволь! Всё летят и летят те кони, Серебряной сбруей далеко гремят… Стародавней Литовской Погони Не разбить, не остановить, не сдержать. |